# せとうち観光推進機構
一般社団法人せとうち観光推進機構（いっぱんしゃだんほうじんせとうちかんこうすいしんきこう）は、瀬戸内ブランドを確立し、地域経済活性化や豊かな地域社会実現を目的とした一般社団法人。瀬戸内海地方の観光地経営組織（Destination marketing organization、DMO）。事務局所在地は広島県広島市。　

## 概要
2012年に瀬戸内海沿岸の6県によって結成された瀬戸内ブランド推進協議会が前身。その後、2013年に瀬戸内沿岸の7県により発足された瀬戸内ブランド推進連合を経て、2016年4月、民間企業と共にせとうち観光推進機構が結成された。マーケティングに基づく戦略を立て、瀬戸内の魅力を国内外の人々に発信することにより、新たな観光需要創造を目指している。また、瀬戸内ブランドコーポレーションと連携し、瀬戸内の魅力を体感できる新たな観光プロダクト（観光サービスや地域産品等）の開発促進を図っている。
DMOとは「Destination Marketing / Management Organization」の頭文字をとった略語で、「地域の観光のマネジメントとマーケティングを一体的に担う組織のこと」を意味しているが、せとうち観光推進機構は発足時点で日本最大のDMOである。瀬戸内ブランドコーポレーションとあわせてせとうちDMOといい、連携しながら業務を遂行している。
瀬戸内ブランド推進協議会時代から「瀬戸内ブランド」を日本内外に向けて展開・プロモーションした結果、瀬戸内への関心が高まっているとされる。日本国内での瀬戸内への来訪意向は、23.9％（2012年）から29.5％（2014年）に上昇した。

## 沿革

### 瀬戸内ブランド推進協議会
広島県は県内の観光関連消費額を2009年度の2880億円から20年度に約6000億円に拡大する構想を策定していた。しかし、いくつもの県にまたがる瀬戸内を観光資源として活用するには、広島単独では限界があるため周辺県との連携を模索した。その結果、2012年5月に広島県知事湯崎英彦の呼びかけで、瀬戸内海観光を共同で促進する瀬戸内ブランド推進協議会が設立された。兵庫県・岡山県・広島県（事務局）・山口県・香川県・愛媛県の6県が参加しており、観光面のブランド力を高める狙いから命名された。協賛企業を募るなど独自に資金を調達し、多角的な観光ビジネスを支援する共同組織「瀬戸内プラットフォーム（仮称）」の設立も検討された。共同組織は土産物・観光魅力づくりに取り組む企業などへの資金提供、観光分野の人材育成を行うことが想定された。
同評議会は、民間企業と協力して多様な観光資源（歴史・グルメ・景観など）を活用することにより、複数県にまたがる観光ルート（島を巡る旅客船ツアーなど）の企画・商品化や観光振興に積極的な団体への資金提供、瀬戸内海の魅力を発信する宣伝活動などを行うとされた。広島県庁の幹部からは「連携により瀬戸内を北海道に匹敵するような地域ブランドとして確立したい」とする声もあった。

### 瀬戸内ブランド推進連合
瀬戸内ブランド推進協議会は2013年4月22日、瀬戸内沿岸の7県（兵庫県・岡山県・広島県・山口県・徳島県・香川県・愛媛県）による瀬戸内ブランド推進連合へと発展的に解消した。初代の会長は広島県知事湯崎、副会長は香川県知事浜田恵造、監事は岡山県知事伊原木隆太。瀬戸内ブランドの確立、国内外へのプロモーション、瀬戸内の魅力を体感できる環境作り、観光プログラムの拡充などに連携して取り組むとしていた。2013年度には、各県が拠出した約5500万円余りの予算で、瀬戸内地域・首都圏のデパートなどで瀬戸内ブランドをPRする「瀬戸内EXPO」の開催など、9事業を行うこととなった。

### せとうち観光推進機構
日本政府が日本版DMOを推奨するようになると、瀬戸内各県はその具体化に乗り出し、2016年3月に瀬戸内ブランド推進連合を発展的に解消して一般社団法人 せとうち観光推進機構を立ち上げた。今回は瀬戸内7県に加え、地元の民間企業も参画した。初代会長には、JR西日本会長の佐々木隆之が兼任した。資金として瀬戸内7県・民間企業が負担金約1億円、観光庁が事業費約3億円を拠出した。Wi-Fiを利用して訪日外国人観光客の移動ルートをデータ化するなどのマーケティングや、スイス人家族を招いて瀬戸内旅行の様子をインターネット上で情報発信するなどのプロモーションが行われている。

## 参画法人
自治体（県）や企業・団体が参画している。
- 兵庫県 - 理事[2]
- 岡山県 - 理事[2]
- 広島県 - 理事[2]。事務所所在地
- 山口県 - 理事[2]
- 徳島県 - 理事[2]
- 香川県 - 理事[2]
- 愛媛県 - 理事[2]
- JR西日本
- JR四国
- 日本航空
- JTB
- 近畿日本ツーリスト
- 日本旅行
- 楽天
- リクルート
- 三井物産
- タイムズ
- サントリーホールディングス
- イオンリテール
- 中国経済連合会

## 事業内容
公式サイト では、事業内容として次の3つを挙げている。

### 瀬戸内ファインダー
瀬戸内ファインダー（SETOUCHI FINDER）は、地元の住民やライターが写真・記事で発信する、瀬戸内地域の観光情報サイト。せとうち観光推進機構の事業内容の一つ。

### 瀬戸内ブランドサポーター
瀬戸内ブランドサポーター（SETOUCHI BRAND SUPPORTER）は、せとうち観光推進機構が瀬戸内の観光振興を応援しているとして登録された企業・団体。2016年10月現在で300社が登録されている。

### 瀬戸内ブランド商品
瀬戸内ブランド商品 は、瀬戸内特有の資産（自然・食・歴史など）をもとに、瀬戸内ブランドのアイデンティティを体現するような商品・サービスせとうち観光推進機構が基準に基づいて登録したもの。「瀬戸内の目指すブランドアイデンティティ」として次のようなものを想定している
応募は年4回行っており、登録されると「瀬戸内ブランド商品」として取り扱われる。2016年10月現在で約400品目が登録されている。
2017年には、参画企業の瀬戸内ブランドコーポレーション（広島市）などが、主に外国人観光客向けに、古民家をリノベーションした宿泊施設 (セトウチ コミンカ ステイズ）の展開を発表した。第一弾として2017年内に、愛媛県内子町で「織-ORI-」「久-HISA-」の開業を予定している。